# Baldassare Longhena

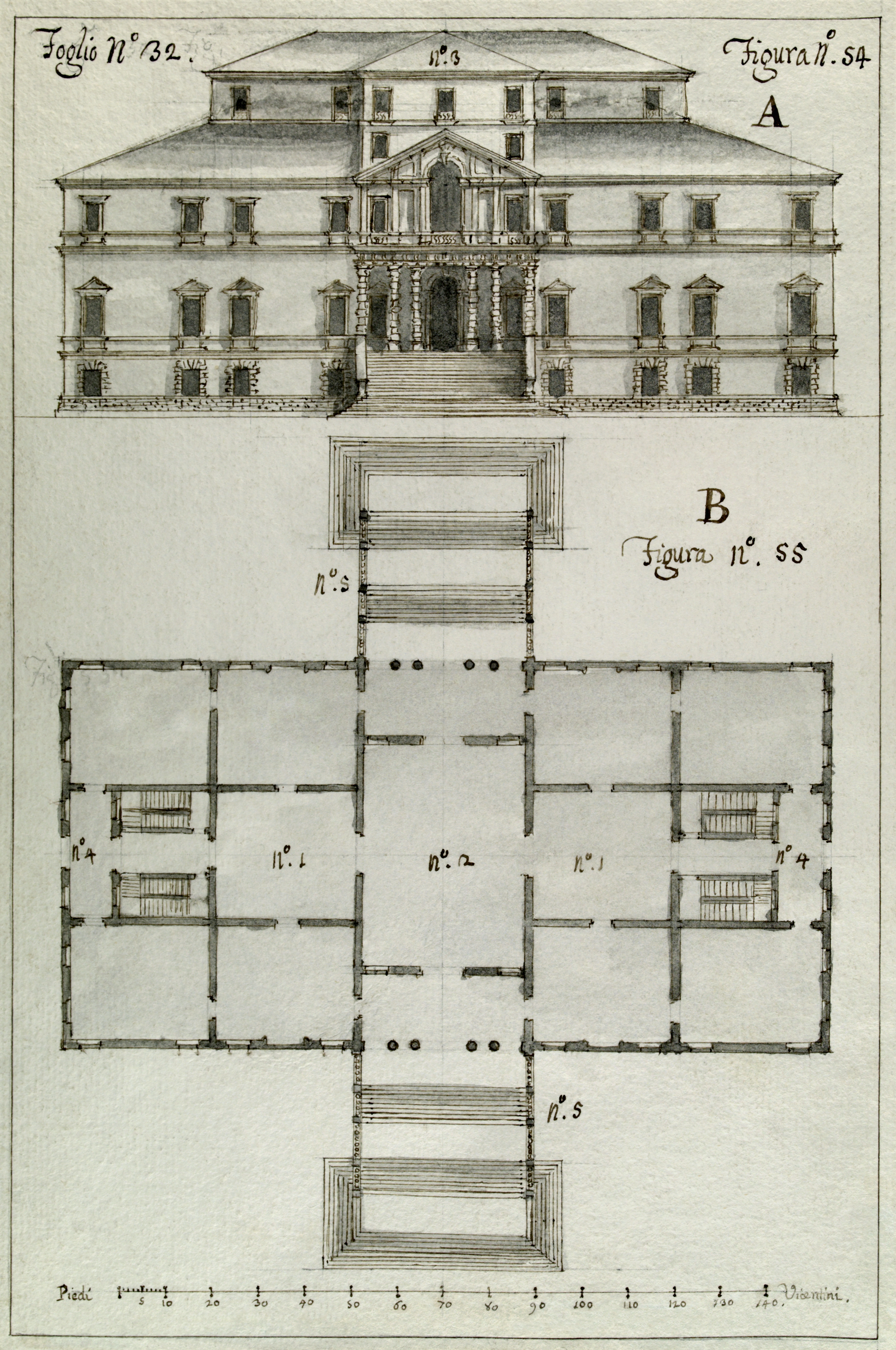
A Villa Da Lezze Rovarèban, Baldassare Longhena (megsemmisült). Francesco Muttoni rajzai, amelyeknek Giorgio Fossati metszeteinek az alapját kellett volna képezniük, hogy bekerüljenek a kötetbe. Muttoni Palladio-értekezésének tizedik kiadásába (Velence, 1740-48), amely soha nem jelent meg

Baldassare Longhèna (Velence, 1596/1597 – Velence, 1682. február 18.) a 17. század során a Velencei Köztársaságban alkotó itáliai építészek, szobrászok egyik leghíresebb képviselője. Művészete elsősorban Velencére és a Velencei-lagúna városaira összpontosult.

## Élete
A bresciai származású Melchisedech Longhena és Giacomina legidősebb fiaként, szinte biztosan Velencében született 1596 vége és 1597 eleje között. Születési dátuma nem ismert pontosan, mivel a San Provoló-i plébánia (ahol nagy valószínűséggel keresztelték) erre az időszakra vonatkozó iratai elvesztek; az 1672-es kőfaragó-jegyzékben azonban hetvenöt évesként, az 1682-es halotti anyakönyvben pedig nyolcvanöt évesként szerepel. Három testvére volt, Decio, Medea és Giovanni.
A legújabb kritika teljesen felülvizsgálta a művészi fejlődése körüli negatív feltételezéseket; az 1950-es évekig tulajdonképpen Tommaso Temanza (1778) véleménye volt érvényes, aki tanulmányok nélküli, igen alázatos kőfaragónak tartotta, aki idővel állami építészi rangot tudott elérni.
Igaz, hogy apja, Melchisedech műhelyében tanult, aki sokkal több volt, mint egy szerény kőfaragó, és olyan ismeretségekkel büszkélkedhetett, mint Alessandro Vittoria és Vincenzo Scamozzi. Művészeti műveltségéhez Andrea Palladio és Sebastiano Serlio tanulmányozása, valamint a Contarini család mecenatúrája is hozzájárult. Dolgozott egy „bürokratikusabb” területen is (levélkészítés, könyvelés), így az egyik első példa a hivatásos építészre. 
Húszas évei elején a Malipiero-palota felújításával (1621–1622) és a Giustinian Lolin-palota radikális átalakításával (1623) tűnt ki.

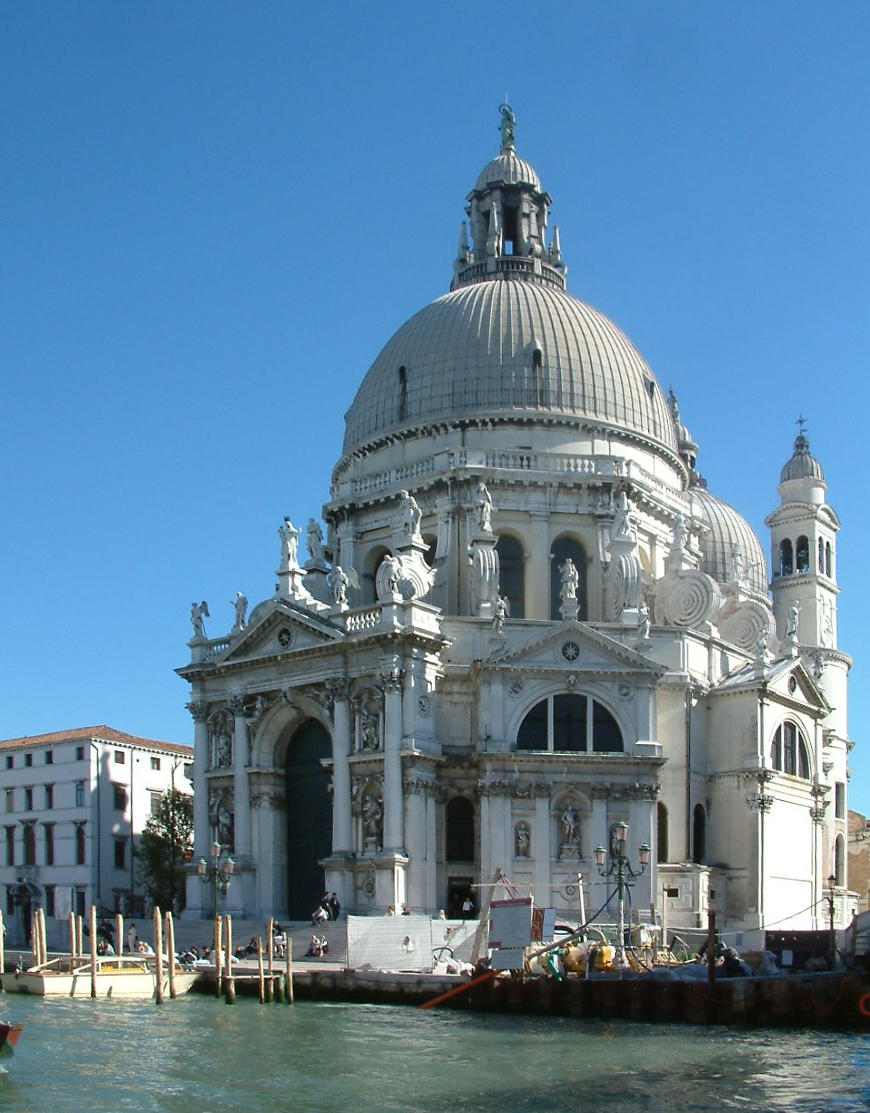
A Santa Maria della Salute-bazilika a Canal Grande felől

1631-ben megbízást kapott a Santa Maria della Salute bazilika tervezésére és felépítésére, amely a legjelentősebb műve, a velencei és itáliai barokk egyik legnagyszerűbb alkotása. A bazilikát fogadalmi felajánlásként építtették a polgárok egy szörnyű pestisjárvány végén, amely Velencében és Észak-Itália nagy részén 1630-ban tombolt. A nyolcszögletű központi korpuszt kupola fedi, amely impozánsan kiemelkedik a Punta da Marból, és tökéletesen látható mind a Canal Grande, mind Szent Márk tér felől. Belsőjének súlyos klasszicizmusa éles ellentétben áll a külső merész szcenográfiai felfogásával, amely egyértelműen a barokk ihlette mozgással teli formákban artikulálódik. A bazilika felépítése több mint fél évszázadot vett igénybe: az épületet valójában csak 1687-ben avatták fel, öt évvel alkotója halála után.
Longhenára mély hatást gyakorolt a tizenhatodik század két hazai nagy mestere, Jacopo Sansovino és Andrea Palladio. Az építész korának barokk áramlataiba teljesen beilleszkedett, és sikerült néhány művének pompát és mély drámaisággal teli chiaroscuro hatást adnia, amely mindenekelőtt vitathatatlan remekművében, a Santa Maria della Salutéban található meg.
Longhena tanítványai, későbbi munkatársai és követői Giuseppe Sardi (1630–1699), Bernardo Falconi Bissonéból, Antonio Gaspari (1670–1738) és a dél-tiroli Peter Strudel voltak. Az első, eredetileg Morcotéből származott, s a nagy mester mellett dolgozott az Ospedaletto templom építésében, míg Gaspari a Ca’ Pesaro építési munkálatait vezette Longhena halála után.

## Művei

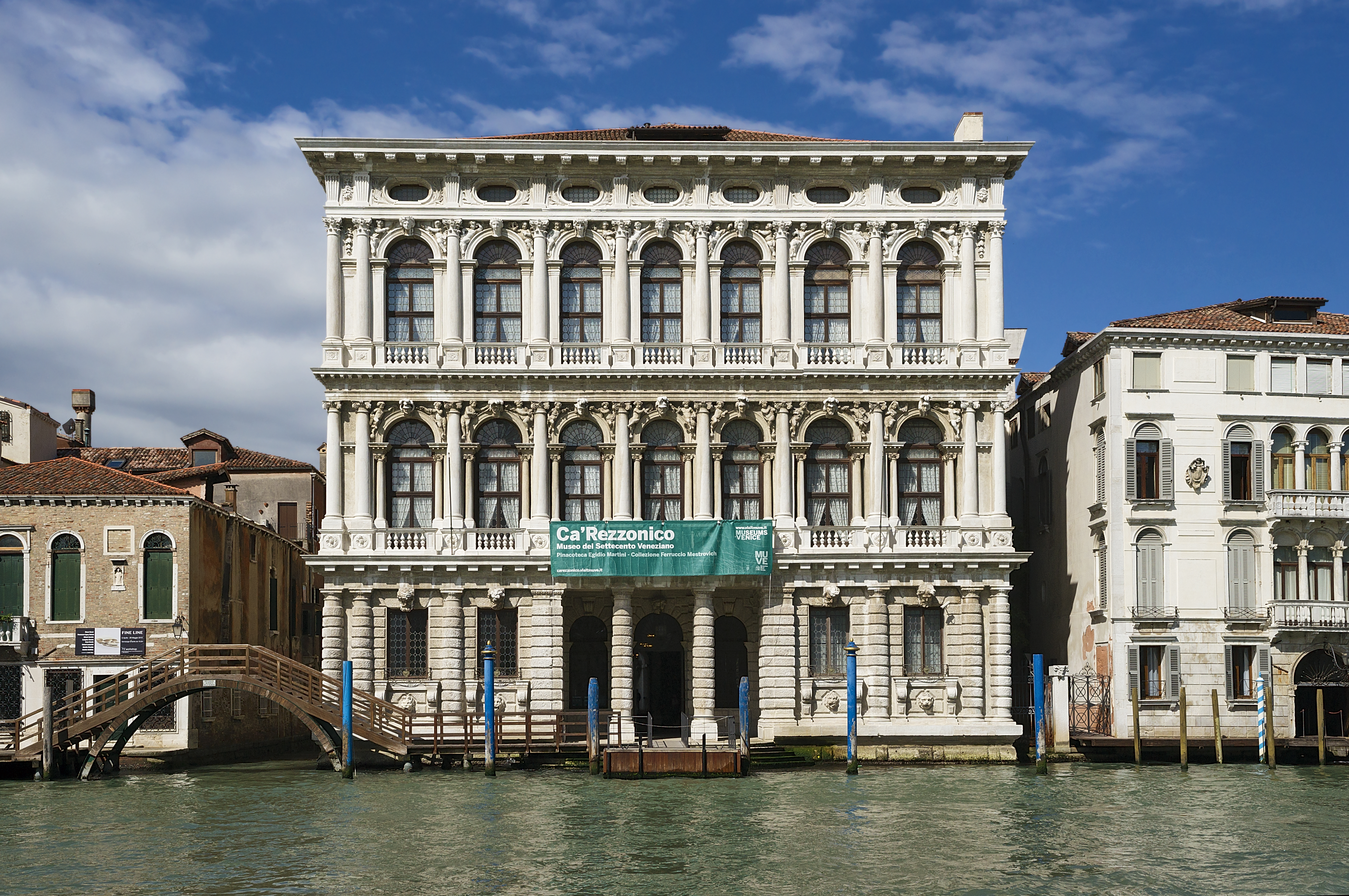
A Ca’ Rezzonico a Canal Grande felől

Legfontosabb építményei a Santa Maria della Salute mellett a következők:
- Chioggiai katedrális (1623-ban tűz pusztította el, és Longhena újjáépítette 1633-tól)
- Palazzo del Broletto, Brescia (a belső udvar díszeinek elkészítése, 1626) [6]
- Procuratie Nuove, Velence ( Vincenzo Scamozzi befejezetlenül hagyta, Longhena pedig 1640 körül fejezte be)
- A velencei San Giorgio Maggiore könyvtár lépcsőháza (1641–1646)
- Palazzo Belloni Battagia, Velencében (1648–1660)
- Vendramin-kápolna San Pietro di Castellóban, Velence (1649)
- Santa Maria di Nazareth, más néven Chiesa degli Scalzi, Velence (1656–1663)
- Santa Maria Assunta, Loreo, Rovigo tartomány (1658–1675)
- Ca’ Pesaro, Velence (1659–1682; Antonio Gaspari fejezte be 1710-ben)
- Palazzo Zane Collalto, Velence (1665; befejezte: Gaspari)
- San Giovanni e Paolo Ospedaletto temploma, Velence (1667–1678)
- Ca’ Rezzonico, Velence (volt Palazzo Bon, 1667–1682; Giorgio Massari 1756-ban fejezte be)
- Villa Paccagnella, Conegliano (1679)
- Villa Angarano, Bassano del Grappa (17. század második fele), a központi test befejezése, Palladio 16. századi építményeiből kiindulva

## Képek

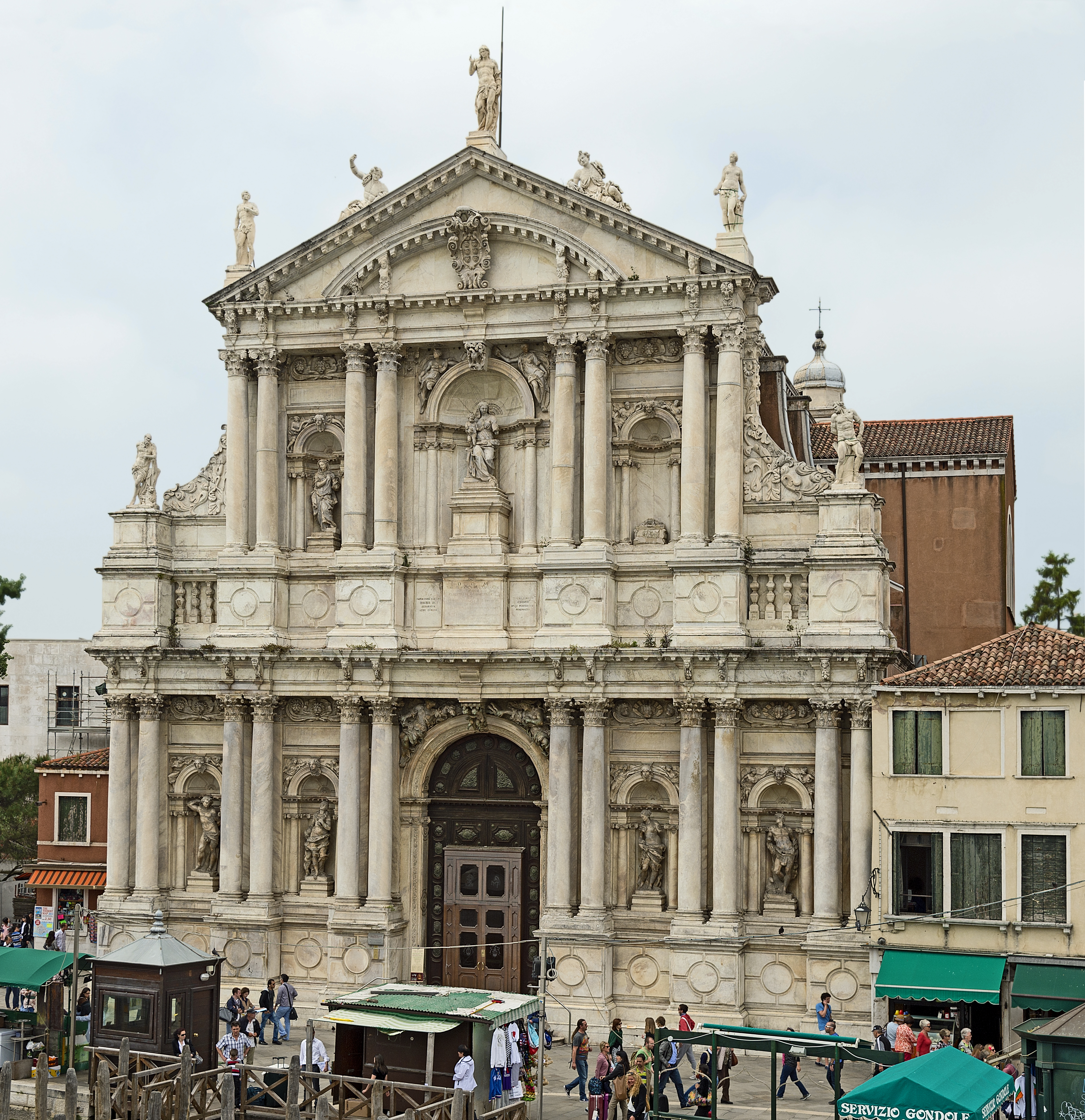
Scalzi templom a Canal Grandén
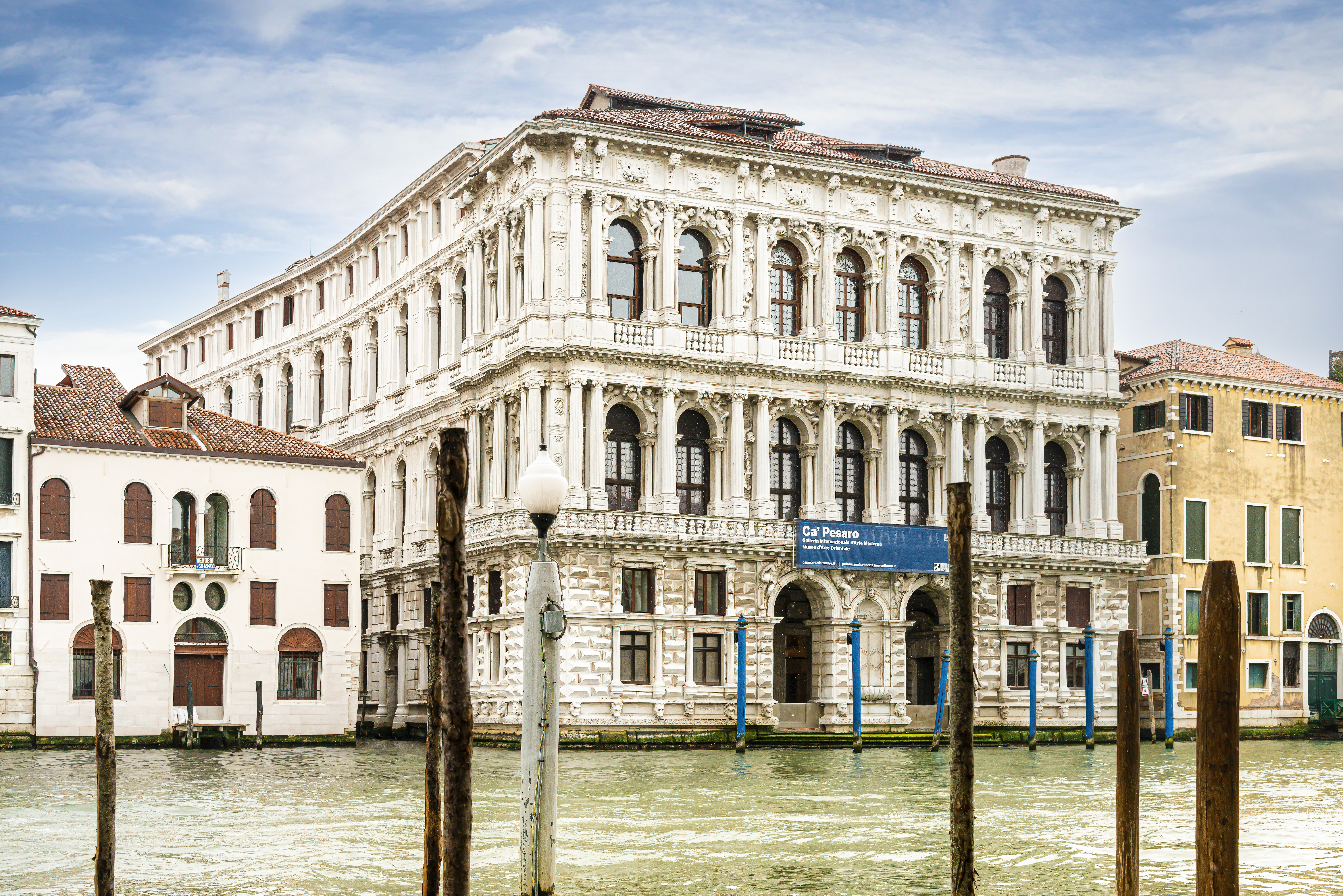
Ca’ Pesaro a Canal Grande felől
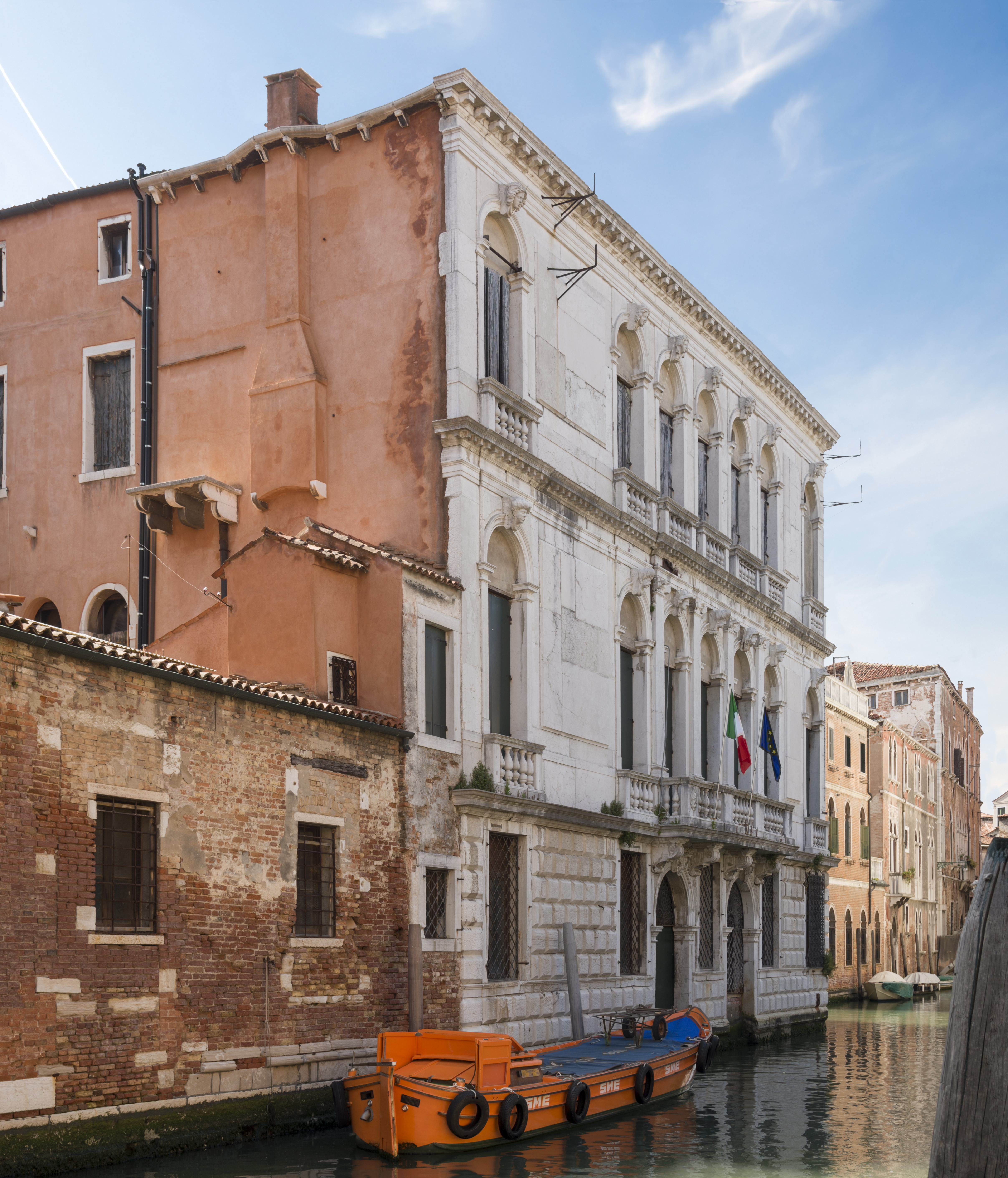
Palazzo Zane Collalto
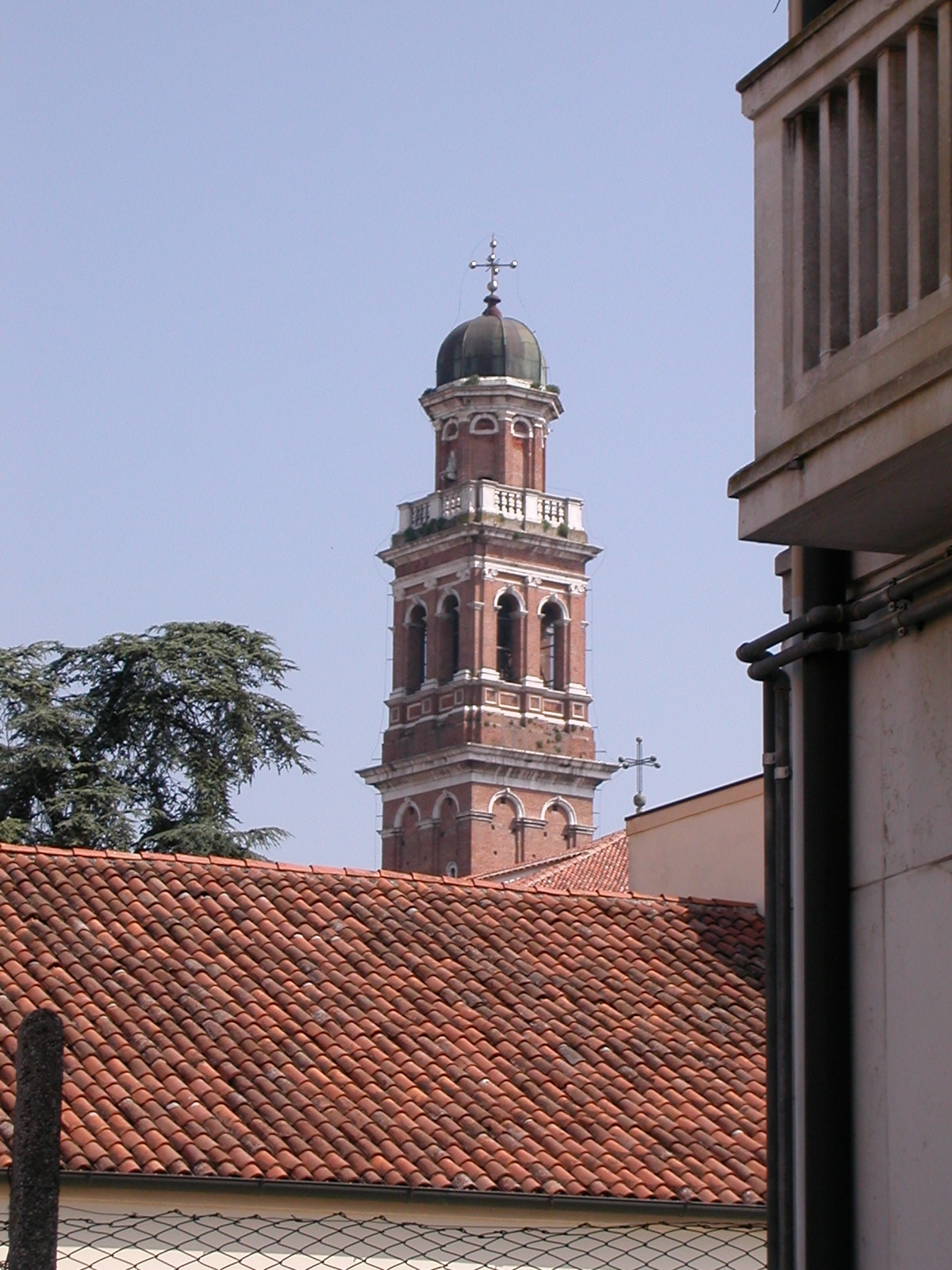
A Santa Maria del Soccorso harangtornya (Rovigo)
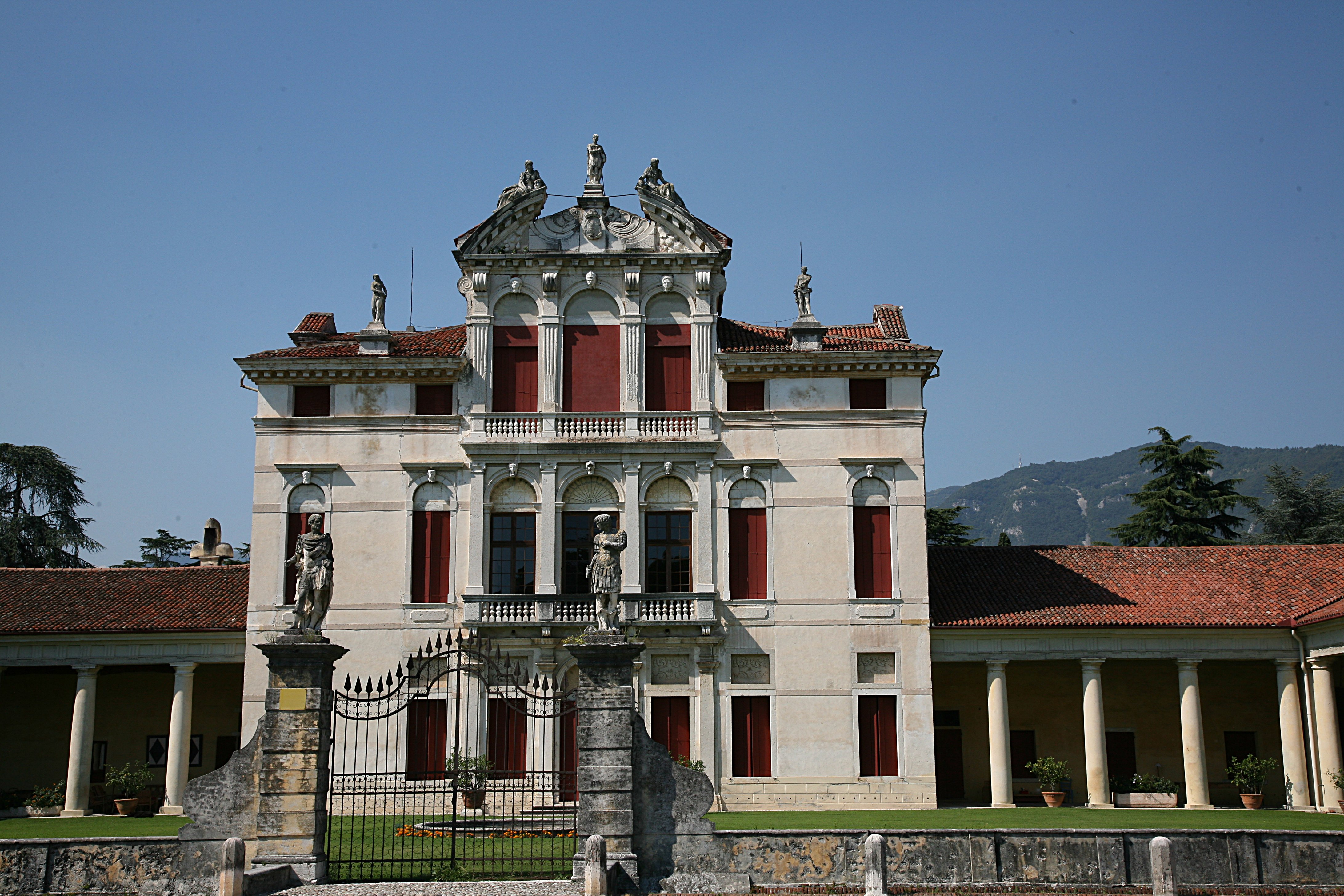
A Villa Angarano központi épülete (Bassano del Grappa)
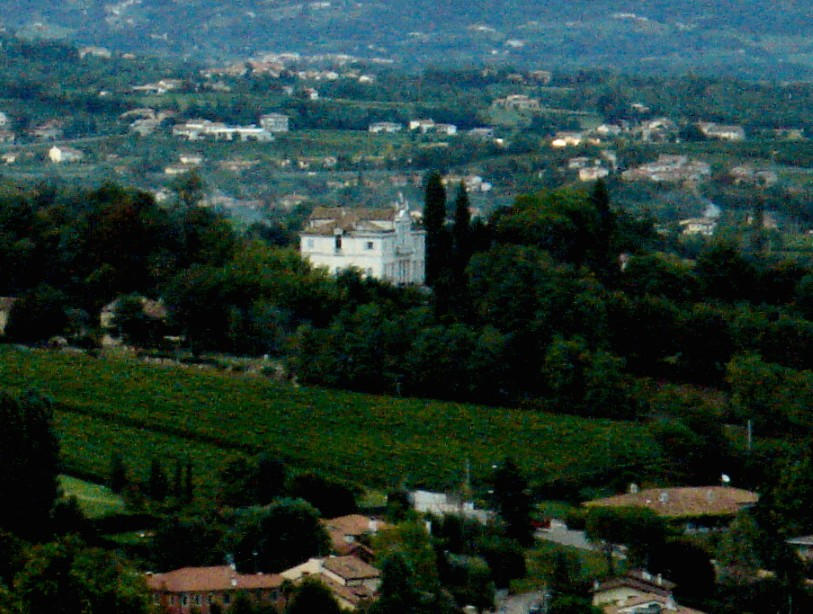
Villa Paccagnella (Conegliano)
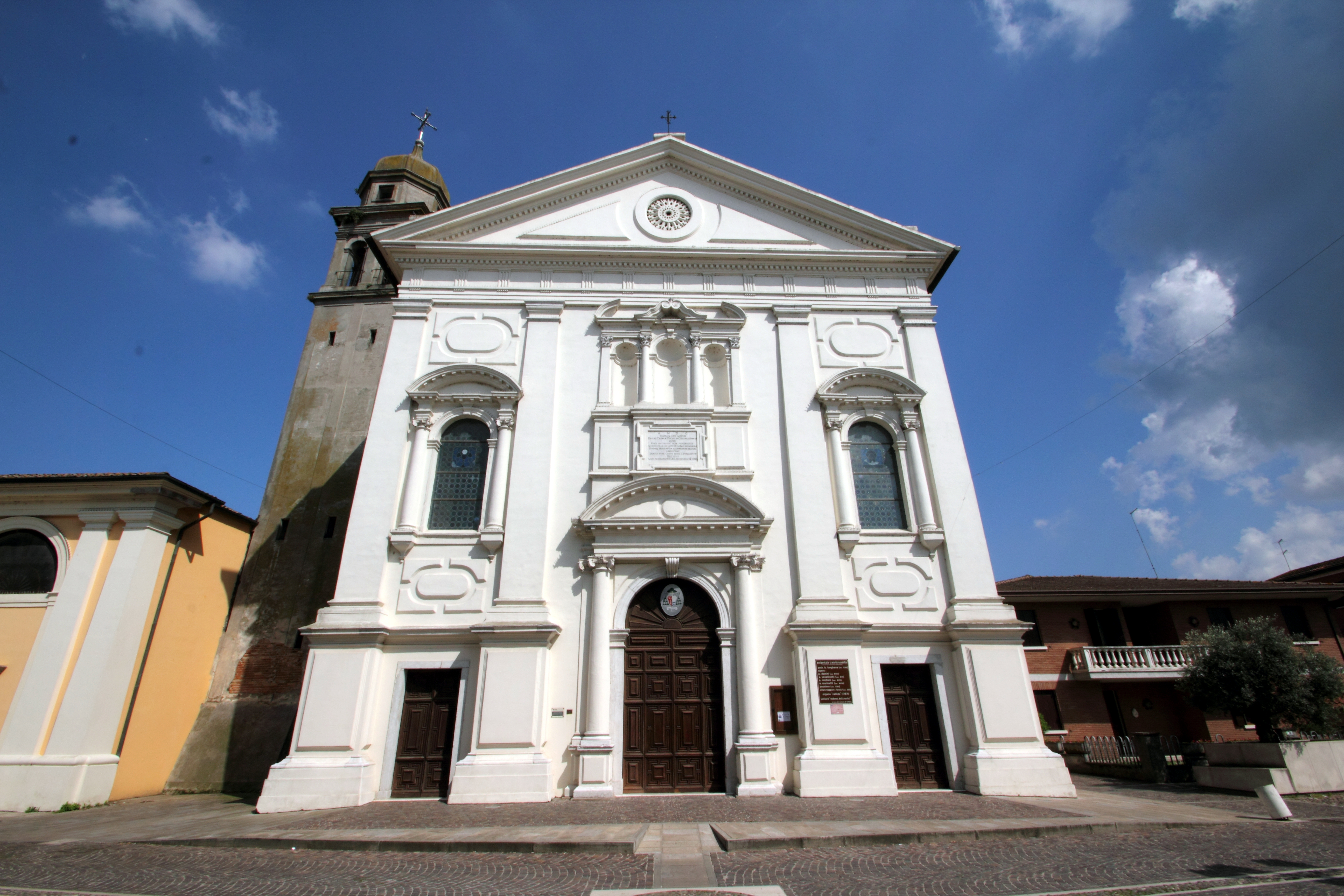
A Santa Maria Assunta (Loreo)

## Fordítás
- Ez a szócikk részben vagy egészben  a   Baldassare Longhena című olasz Wikipédia-szócikk ezen változatának fordításán alapul.  Az eredeti cikk szerkesztőit annak laptörténete sorolja fel. Ez a jelzés csupán a megfogalmazás eredetét és a szerzői jogokat jelzi, nem szolgál a cikkben szereplő információk forrásmegjelöléseként.

## Bibliográfia
- Baldassare Longhena: architetto del '600 a Venezia, 2, Venezia: Marsilio
- Douglas Lewis, Baldassare Longhena. Recensione di G. Cristinelli, Baldassare Longhena: architetto del '600 a Venezia, in Arte Veneta, XXVII (1973), 328–330.
- Baldassare Longhena. Venezia: Istituto Veneto di Scienze, Lettere ed Arti
- Baldassare Longhena 1597–1682
- La Confraternita della SS. Trinità, nel contesto della "venezianità" di Loreo. Chioggia: Editrice nuova Scintilla. ISBN 978-88-89656-15-0